# Nova Ponente

Territorio de la comuna.

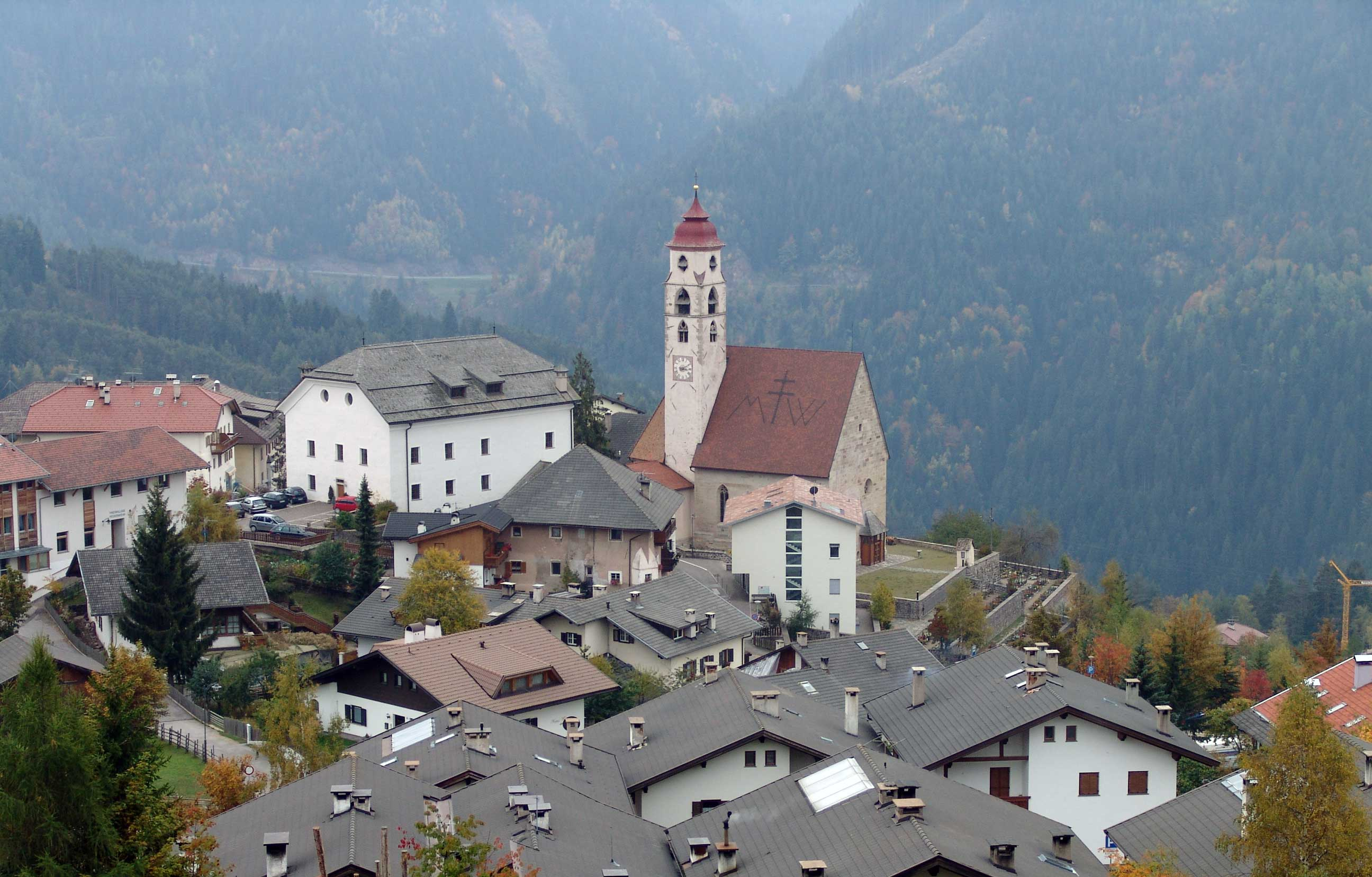
Vista del centro.

Nova Ponente (en alemán Deutschnofen) es una comuna italiana de 3.566 habitantes de la Provincia Autónoma de Bolzano. Su topónimo fue registrado como Nova en 1175 y luego como Nova Teutonica en 1209 y deriva del latín nova ("nuevo terreno para cultivo").

## Administración
- Alcalde:Bernhard Daum
- Fecha de asunción:09/05/2005
- Partido: Südtiroler Volkspartei
- Teléfono de la comuna: 0471 617500
- Email:info@deutschnofen.eu

## Demografía
| Gráfica de evolución demográfica de Nova Ponente entre 1861 y 2001 |
|                                                                    |
| Fuente ISTAT - elaboración gráfica de Wikipedia                    |

La mayor fracción de la población de Nova Ponente habla como lengua nativa el alemán
- Italiano = 2,51%
- Alemán = 97,10%
- ladino = 0,39%

## Geografía antrópica
La comuna de Obereggen (que en italiano era conocida como San Floriano pero que ya praticamente nadie la llama así) es una fracción de la comuna de Nova Ponente, situada a 1.550 m s. n. m., sotto la catena del Latemar, in Val D'Ega e conta circa 900 abitanti.
È un centro sciistico facente parte del comprensorio Dolomiti Superski e alberghiero di fama internazionale. I numerosi impianti all'avanguardia e la zona in generale sono frequentati in particolare di inverno, dato il gran numero di piste da sci praticabili.